# Vasa baptistförsamling
Vasa baptistförsamling är en baptistförsamling i Vasa i Österbotten i Finland. Församlingen grundades den 25 januari 1881 med Anders Wilhelm Backman som föreståndare. Församlingens kyrka invigdes 1931.

## Föreståndare
- 1881–1883: Anders Wilhelm Backman
- 1883–1892: Johan Liljestrand
- 1892–1898: Israel Stefanus Österman
- 1898–1909: Johan Liljestrand
- 1910–1916: Johan Erik Söderman
- 1916–1921: Erik Jansson
- 1921–1923: Johannes Söderman
- 1923–1926: Frithiof Sundell
- 1927–1928: Alfred Långt
- 1929–1937: David Eden
- 1938–1945: Alfons Sundqvist
- 1947–1952: Alwar Edström
- 1952–1956: Rafael Edström
- 1956–1975: Alwar Edström
- 1975– Hans-Erik Jansson